# 上毛町立唐原小学校
上毛町立唐原小学校（こうげちょうりつ とうばるしょうがっこう）は、福岡県築上郡上毛町上唐原に位置する公立の小学校。

## 概要
歴史
1873年（明治6年）創立。現校名となったのは2005年（平成17年）。2023年（令和5年）に創立150周年を迎えた。
校訓
「勤勉自治」
校章
梅の花弁をかたどったデザインとなっている。中央に校名の頭文字である「唐」の文字を配している。
校歌
作詞・作曲者不詳。歌詞は2番まであり、2番の歌詞中に創立時の校名「天神校」、校章にも使用されている「梅」が登場する。
通学区域
旧大平村の西部「原井（有野地区を除く）、百留、上唐原、下唐原（小山田地区を除く）」地区。中学校区は上毛町立上毛中学校。

## 沿革
- 1873年（明治6年）6月12日 - 大字上唐原字宮の内2050番地に「天神小学校」が創立。
- 1882年（明治15年） -　大字上唐原字垣添1182番地に移転の上、「 上唐原小学校」に改称。
- 1886年（明治19年）- 小学校令施行により、簡易科（3年制）を設置の上、「簡易上唐原小学校」に改称。
- 1888年（明治21年）- 簡易下唐原小学校を統合の上、下唐原分教場とする。
- 1889年（明治22年）
  - 4月1日 - 町村制施行により、上毛郡4村（原井、百留、上唐原、下唐原）が合併の上、唐原村が発足。
  - この年 - 尋常科（3年制）を設置の上、「尋常上唐原小学校」に改称。
- 1892年（明治25年） 4月 - 「上唐原尋常小学校」に改称。下唐原分教場が分離の上、下唐原尋常小学校として独立。
- 1896年（明治29年）4月1日 - 唐原村が築上郡の所属となる。この年、土佐井字永田にが久路土高等小学校分教場が設置される[2]。
- 1897年（明治30年）- 修業年限を4年とする。
- 1899年（明治32年）4月1日 - 南吉富大字宇野に独立の高等小学校が設置される[2]。
- 1903年（明治36年）4月 - 下唐原尋常小学校を統合。
- 1908年（明治41年）
  - 4月 - 改正小学校令により、尋常科（義務教育）が4年制から6年制に改められる。尋常科5年を新設。
  - 6月 - 義務教育延長により収容児童が増加したため、南校舎を増築。
- 1909年（明治42年）4月 - 尋常科6年を新設。この年、上唐原字土手屋敷1264番地（現在地）に校舎を増改築し移転を完了。
- 1911年（明治44年）4月 - 「唐原尋常小学校」に改称。
- 1913年（大正2年）3月 - 南吉富の高等小学校廃止に伴い、高等科を併置の上、「唐原尋常高等小学校」に改称（尋常科6年・高等科2年）。この年、校地を拡張。講堂が完成。
- 1915年（大正4年）- 運動場を拡張。
- 1917年（大正6年）- 運動場南側を拡張。
- 1921年（大正10年）- 唐原農業補習学校が併置される。
- 1926年（大正15年）- 併置の農業補習学校が青年訓練所充当となる。
- 1927年（昭和2年）- 「我校の環境」（唐原村史料）を発刊。
- 1929年（昭和4年）- 運動場を拡張。
- 1935年（昭和10年）- 青年学校令施行により青年訓練所充当 唐原農業補習学校が「唐原農業青年学校」に改称。
- 1941年（昭和16年）4月1日 - 国民学校令施行により、「唐原村 唐原国民学校」に改称。尋常科を初等科に改める。
- 1942年（昭和17年）- 唐原村が南吉富村・西吉富村とともに学校組合を組織の上、各村の青年学校を統合し、「南吉富村外二ヶ村組合立 築上東部高等実業青年学校」（南吉富村宇野1123番地）とする。これにより唐原農業青年学校は廃止される。
- 1947年（昭和22年）4月1日 - 学制改革が行われる（六・三制の実施、学校教育法施行）。
  - 国民学校の初等科（6年制）は、新制小学校「唐原村立唐原小学校」に改組・改称。
  - 国民学校の高等科（2年制）は、青年学校の普通科とともに、新制中学校「南吉富村外二ヶ村中学校組合立 東部中学校[3]」に改組・改称。
- 1951年（昭和26年）- 北校舎を改築。
- 1957年（昭和27年）- 講堂および南校舎を改築。
- 1955年（昭和30年）4月1日 - 2村（友枝・唐原）の合併により、「大平村立唐原小学校」に改称。
- 1958年（昭和33年）- 理科室東側教室を増築。
- 1959年（昭和34年）- 相撲場を改築。
- 1966年（昭和41年）4月 - 特殊学級を設置。
- 1968年（昭和48年）- 隣接地の唐原保育所で火災が発生。園舎を焼失。小学校校舎一部（理科室）に若干の被害がある。
- 1972年（昭和47年）3月 - 特殊学級を廃止。
- 1974年（昭和49年）- プールが完成。
- 1975年（昭和50年）4月 - 大平村立原井小学校を統合の上、原井分校とする。
- 1978年（昭和53年）4月 - 米飯給食を実施。
- 1988年（昭和63年）- 防音鉄筋2階建て校舎を改築。
- 1989年（平成元年）- 相撲場を全面改装。
- 1991年（平成3年）- 台風17号によりシンジュの木が倒れる。
- 1993年（平成5年）- 卒業記念としてシンジュを植樹。
- 1995年（平成7年）- 防音の講堂が完成。
- 2003年（平成15年）- パソコン室を設置。
- 2005年（平成17年）10月11日 - 大平村の合併により、「上毛町立唐原小学校」（現校名）に改称。
- 2016年（平成28年）4月1日 - コミュニティ・スクールの指定を受ける。
- 2019年（令和元年）- 遊具を新設。
- 2021年（令和3年）- 1人1台タブレットPCを導入。

旧・原井小学校（はらい）
- 1873年（明治6年）- 原井字居屋敷782番地に「原井小学校」が創立。
- 1886年（明治19年）- 小学校令施行により、簡易科（3年制）を設置の上、「簡易原井小学校」に改称。
- 1889年（明治22年）4月 - 町村制施行により、唐原村が発足。この年、尋常科（3年制）を設置の上、「尋常原井小学校」に改称。
- 1892年（明治25年）4月 - 「原井尋常小学校」に改称。
- 1897年（明治30年）- 修業年限を4年とする。
- 1900年（明治33年）- 校舎を字円正寺575番地に校舎を移転。
- 1908年（明治41年）- 改正小学校令により、尋常科（義務教育）が4年制から6年制に改められる。尋常科5年を新設。この年、丸尾764番地（現在地）に移転を完了。
- 1909年（明治42年）4月 - 尋常科6年を新設。
- 1927年（昭和2年）- 校舎を増築。
- 1941年（昭和16年）4月 - 国民学校令により、「唐原村 原井国民学校」に改称。尋常科を初等科に改める。この年、運動場を拡張。
- 1947年（昭和22年）4月1日 - 学制改革により、新制小学校「唐原村立原井小学校」に改称。
- 1948年（昭和23年）- へき地1級地に指定される。
- 1955年（昭和30年）4月1日 - 2村（友枝・唐原）の合併により、「大平村立原井小学校」（最終名）に改称。この年、校舎を改築。
- 1957年（昭和32年）- 新校舎が完成。
- 1966年（昭和41年）- 特殊学級を設置。
- 1975年（昭和50年）4月1日 - 統合により、「大平村立唐原小学校 原井分校」となる。
- 1978年（昭和53年）- 米飯給食を開始。
- 実施年月日不明 - 閉校。
  - 最終所在地 - 〒871-0926 福岡県築上郡上毛町大字原井764番地
  - 校歌 - 作詞は山本三郎、作曲者は不詳。歌詞は3番まであり、歌詞中に校名は登場しない[4]。
  - 跡地の活用 - 校舎は解体され、更地となっている。

## 交通アクセス
最寄りの鉄道駅
- JR九州 日豊本線 「中津駅」

最寄りの幹線道路
- 福岡県道・大分県道16号吉富本耶馬渓線
- 東九州自動車道 「上毛スマートIC」

## 周辺
- 上毛町役場 唐原出張所
- 上毛町 唐原コミュニティセンター
- 唐原簡易郵便局
- 山国川

## 参考資料
- 「大平村誌」（1986年（昭和61年）3月31日発行, 大平村）p.317～p.320（唐原小学校 沿革）, p.320～p.321（原井小学校 沿革）, p.322～p.327（中学校 沿革）, p.328～p.329（青年学校 沿革）